# 10 миль в час
«10 миль в час» — американский документальный фильм Хантера Уикса, снятый в 2006 году. В главной роли — Джош Колдуэлл, путешествующий в течение 100 дней от побережья США на Сегвее, средняя скорость которого составляет 10 миль/ч. Поездка началась в Сиэтле 8 августа 2004 года и завершилась в Бостоне 18 ноября. Фильм получил в основном положительные отзывы кинокритиков, а также получил несколько наград на кинофестивалях.

## Сюжет
«10 миль в час» документирует поездку Колдуэлла на Сегвее в США, начиная с Сиэтла и заканчивая Бостоном, общаясь по пути, во время остановок, со случайными людьми. Особое внимание уделяется динамичной сельской жизни Соединённых Штатов.
В фильме также показаны члены съёмочной группы и сам режиссёр документальной кинокартины — Хантер Уикс. Во время путешествия встречаются как доброжелательные люди, так и грубые. Так, например, Колдуэлла и его команду останавливает полицейский в Иллинойсе, который просит не ездить со скоростью 10 км/ч на дороге с допустимой скоростью в 72 км/ч. Помимо всего этого в документальном фильме показаны производственные проблемы и пути их решения, например замена аккумуляторов Сегвея и потеря продюсера во время съёмок.

## Разработка
Хантер и Колдуэлл для съёмок создали собственную производственную компанию Spinning Blue в Денвере. При этом у них отсутствовал как опыт в съёмках, так и инвестиционный капитал. Было решено отказаться от традиционных способов съёмки фильма, и команда начала сбор денег через краудфандинговую платформу. Идея о создании картины возникла до задумки использовать двухколёсный транспортёр.
В 2004 году для фильма был куплен Сегвей, после чего появилась идея снять документальную картину о путешествии по США со скоростью 10 миль/ч (16 км/ч). Колдуэлл стал ведущим, а Хантер — режиссёром, руководившим всем процессом; он и съёмочная группа ездили в машине с кинооборудованием.
Для съёмок была использована камера Sony PD-150 — всего было отснято материала на 180 часов. Пост-продакшн проходил уже в штаб-квартире в Денвере.

## Премьера
Премьера документального кино состоялась 29 мая 2007 года в США на Netflix и других стриминговых сервисах. Через некоторое время он стал доступен на DVD и в iTunes. Также «10 миль в час» был показан в некоторых кинотеатрах.

## Критика
10 миль в час — это успех во многих областях. Во-первых, это потрясающий американский рассказ о путешествиях, переносящих нас, зрителей, сквозь очарование маленького городка в большой, пульсирующий город. Во-вторых, что ещё важней, это вдохновляющая история о том, как преодолеть застой XXI века и осуществить свои мечты.
Фильм получил в основном положительные отзывы кинокритиков. На Rotten Tomatoes документальная картина имеет среднюю оценку 7,4 из 10 на основе пяти рецензий.
Дилан Твени из Wired написал следующее: «… это больше, чем просто пара вундеркиндов с высокотехнологичной игрушкой — это интересно и беззаботно показывает нам, как осуществить свои мечты».
Газета West Seattle Herald похвалила фильм, а Брюс Буллох в своей статье написал, что рассказчики «сообразительны», а сам фильм «остроумно показывает раздутые будни американской жизни». Далее он прокомментировал «10 миль в час» следующими словами: «Несмотря на медленный темп, [фильм] обладает соблазнительной жизненной силой… он уносит нас, независимо от возраста, в сентиментальное путешествие к порогу взрослой жизни, а чувство приключения является всё ещё важным достоинством».
В Christian Science Monitor написали: «Цель фильма — задокументировать бесподобное путешествие из Сиэтла в Бостон на самокате Сигвей. Мы не можем заглянуть в головы этих пионеров [ведущих], но они делают это путешествие увлекательным». Лиза Кеннеди из The Denver Post в аналогичной заметке отметила, что «повествование кажется немного серьёзным, но всё это явно сделано своими руками», добавив: «В 10 миль в час мы видим великолепные пейзажи и импровизированные интервью, напоминающие слова из песни This Land Is Your Land».
Положительно оценили фильм и в Boise Weekly. Трэвис Эствольд написал: «И хотя поездка на Сигвее кажется бесполезной, это делает то, что задумывали создатели: привлечь много внимания».
В 2007 году «10 миль в час» был упомянут в The Boston Globe как «забавно оригинальный документальный фильм». Джордан Харпер, назвав фильм очаровывающим и сводящим с ума, написал в Dallas Observer: "американская мечта осуществлена, и это — стать знаменитым не за талант или красоту, а просто за что-то особенное; фильм очень напоминает American Idol: ребята там кажутся достаточно милыми. Атмосфера фильма добродушная, и ты никуда не денешься от желания увидеть второй фильм, в котором будут только ведущие и ничего кроме них.